# George Jefferson
George Jefferson, född 28 februari 1910 i Inglewood i Kalifornien, död 13 februari 1996 i Ventura i Kalifornien, var en amerikansk friidrottare.
Jefferson blev olympisk bronsmedaljör i stavhopp vid sommarspelen 1932 i Los Angeles.